# 토니 올러
토니 올러(Tony Oller, 1991년 2월 25일 ~ )는 미국의 배우이자 가수이다. 맬컴 데이비드 켈리와 함께 MKTO를 결성하여 활동 중이다.

## 출연 작품
- 더 퍼지 (2013)
- 썸원 라이크 유 (2012)
- 언더 다크니스 (2011)
- 대답없는 기도 (2010)